# (31486) 1999 CR52
Asteroide 31486 ou 1999 CR52, é um asteroide localizado no Cinturão Pincipal entre as órbitas dos planetas Marte e Júpiter, que possui uma excentricidade de 0.13567170 e uma inclinação de 12.43490 º.
Este asteroide foi descoberto em fevereiro de 1999 por Lincoln Near-Earth Asteroid Research - LINEAR, projeto de mapeamento espacial na cidade de Socorro (Novo México).